# Монтгомери, Хью, 3-й граф Эглинтон
Хью Монтгомери, 3-й граф Эглинтон (англ. Hugh Montgomerie, 3rd Earl of Eglinton; ок. 1531 — 3 июня 1585) — шотландский аристократ, решительный сторонник Марии Стюарт, королевы Шотландии. Важный участник бурного периода шотландской истории.

## Ранние годы
Родился около 1531 года. Сын Хью Монтгомери, 2-го графа Эглинтона (ум. 1546), и Мэриот Сетон. Правнук Хью Монтгомери, 1-го графа Эглинтона. Он учился в колледже Святой Марии в Сент-Эндрюсе в 1552 году. Вскоре после этого Хью Монтгомери женился на Джин Гамильтон, дочери Джеймса Гамильтона, 1-го графа Аррана.
Хотя Хью Монтгомери был католиком, первоначально он поддерживал своего тестя-протестанта Джеймса Гамильтона политически. В октябре 1559 года Монтгомери привел войска в Эдинбург, чтобы поддержать Гамильтона и шотландских лордов Конгрегации против французских войск, поддерживающих изгнанную Марию Стюарт и нынешнее шотландское правительство. В декабре 1559 года Хью Монтгомери возобновил свое обещание поддержки.

## Поддержка Марии
Однако, как практикующий католик, Хью Монтгомери часто подвергался критике со стороны протестантских священнослужителей и, как сообщается, посещал ежедневную мессу и имел в своем личном штате священника. Вскоре он перешел на другую сторону, чтобы поддержать Марию Стюарт. В декабре 1560 года, вскоре после смерти мужа-подростка Марии, французского короля Франциска II, Хью Монтгомери подписал клятву поддержки для неё на встрече в замке Данбар. В феврале 1561 года он отправился во Францию, чтобы навестить Марию. Джеймс Гамильтон вернулся с ней в Шотландию в августе 1561 года, когда она вступила на шотландский трон.
15 мая 1568 года Хью Монтгомери присоединился к войскам Марии в битве при Лангсайде. После их поражения он сбежал с поля боя и провел ночь, спрятавшись в туалете. 19 августа парламент объявил Хью Монтгомери виновным в государственной измене за отказ передать свои замки победителю. В мае 1571 года он наконец присягнул на верность Мэтью Стюарту, 4-му графу Ленноксу, регенту молодого короля Якова VI Стюарта. В сентябре 1571 года Монтгомери был с Мэтью Стюартом, когда тот был убит в стычке в Стерлинге. Группа рейдеров, в которую входили Гамильтоны, заперла Хью Монтгомери в его квартире под охраной.
В 1573 году Хью Монтгомери выступал за терпимость к католикам со стороны регента Джеймса Дугласа, графа Мортона. В 1578 году граф Мортон использовал свое влияние, чтобы назначить Монтгомери тайным советником. В 1579 году Хью Монтгомери подписал приказ о привлечении к ответственности Джеймса Гамильтонов за их роль в убийствах Мэтью Стюарта и другого регента, Джеймса Стюарта, 1-го графа Морея. Когда граф Мортон потерял власть, Хью Монтгомери выступал в качестве присяжного на суде над Мортоном в 1581 году.

## Браки и дети
Около 13 февраля 1554/1555 года Хью Монтгомери женился первым браком на леди Джин Гамильтон (ум. декабрь 1596), дочери регента Аррана и Маргарет Дуглас. Брак Монтгомери был расторгнут по причине кровного родства в 1562 году, и у пары не было детей. Леди Джин умерла в 1596 году и была похоронена в Тринити-колледже Кирк в Эдинбурге.
В том же 1562 году Хью Монтгомери вторым браком женился на Агнес Драммонд (ок. 1531 — 21 января 1589/1590), дочери сэра Джона Драммонда (1486—1560) из Иннерпеффрея и замка Монзи (внучки короля Шотландии Якова IV). У пары были следующие дети:
- Хью Монтгомери, 4-й граф Эглинтон (1563 — 18/20 апреля 1586), старший сын и преемник отца
- Роберт Монтгомери из Гиффена (? — август 1596), женат на Джин Кэмпбелл
- Леди Маргарет Монтгомери (? — 9 апреля 1624), в 1582 году вышла замуж за Роберта Сетона, 1-го графа Уинтона (1553—1603).
- Леди Агнес Монтгомери (? — до 28 ноября 1601), в 1583 году вышла замуж за Роберта Семпилла, 4-го лорда Семпилла (? — 1611).